# Sick and Tired
Sick and Tired ist ein Lied des puerto-ricanisch-US-amerikanischen Rappers, Sängers und Songwriters Iann Dior. Der Song wurde am 17. April 2020 veröffentlicht.

## Hintergrund und Entstehung
Bei dem Lied kollaboriert Iann Dior mit dem Rapper Machine Gun Kelly sowie dem Schlagzeuger Travis Barker. Dior arbeitete bereits bei der 2019 veröffentlichten Single Darkside mit Travis Barker zusammen. Auf Barkers Vorschlag wurde Machine Gun Kelly als Gastsänger und Gitarrist hinzugezogen. Musikalisch verbindet Sick and Tired Emo-Rap mit Pop-Punk. Geschrieben wurde das Lied von Omer Fedi, Travis Barker, Machine Gun Kelly & Iann Dior, das eigentlich für Machine Gun Kelly geschrieben wurde. Jedoch blieb das Lied unveröffentlicht. Es wurde zur zweiten Singleauskopplung aus Diors EP I’m Gone.
Der Text handelt von Klaustrophobie. Dior und Kelly singen darüber, in ihrem Haus festzusitzen und sich selbstzerstörerisch zu verhalten. Dabei gibt es Bezüge zur COVID-19-Pandemie. Das Musikvideo wurde von Nolan Riddle produziert. Regie führte Mooch. In dem Video sieht man Iann Dior und Machine Gun Kelly, wie sie in einem Haus gefangen sind. Als Machine Gun Kelly aus seinem Fenster schaut sieht man grüne Mikroorganismen. Nach der zweiten Strophe treffen die beiden Sänger im Flur aufeinander. Hinter einer Tür treffen sie auf Travis Barker und spielen das Lied zusammen.

## Rezensionen
Koltan Greenwood von Alternative Press bezeichnete Sick and Tired als „hymische“ Kollaboration.

## Kommerzieller Erfolg

### Chartplatzierungen
| ChartsChartplatzierungen            | Höchstplatzierung | Wochen |
| ----------------------------------- | ----------------- | ------ |
| Vereinigte Staaten (Billboard Rock) | 3 (20 Wo.)        | 20     |

### Auszeichnungen für Musikverkäufe
| Land/Region               | Auszeichnungen für Musikverkäufe (Land/Region, Auszeichnung, Verkäufe) | Verkäufe  |
| ------------------------- | ---------------------------------------------------------------------- | --------- |
| Kanada (MC)               | Platin                                                                 | 80.000    |
| Vereinigte Staaten (RIAA) | Platin                                                                 | 1.000.000 |
| Insgesamt                 | 2× Platin ·                                                            | 1.080.000 |